# Vladimir Machulda
Vladimir Machulda, född 13 januari 1971 i Most, Tjeckoslovakien, är en tjeckisk före detta professionell ishockeyspelare (forward).